# San Giovanni la Punta

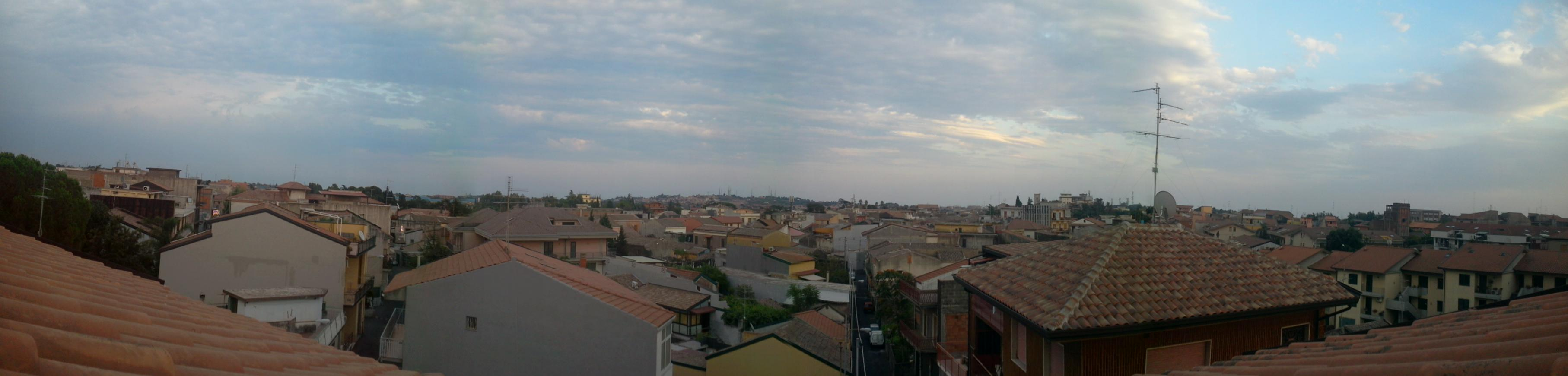
Blick über das historische Zentrum von San Giovanni la Punta

San Giovanni la Punta ist eine Stadt der Metropolitanstadt Catania in der Region Sizilien in Italien mit 24.022 Einwohnern (Stand 31. Dezember 2023).

## Lage und Daten
San Giovanni la Punta liegt 13 km nördlich von Catania am Südosthang des Ätnas. Die Einwohner arbeiten hauptsächlich in der Landwirtschaft und im Tourismus.
Die Nachbargemeinden sind Aci Bonaccorsi, Pedara, San Gregorio di Catania, Sant’Agata li Battiati, Trecastagni, Tremestieri Etneo, Valverde und Viagrande.

## Geschichte
Das Gründungsjahr des Ortes ist unbekannt.

## Sehenswürdigkeiten
- Pfarrkirche erbaut im Spätbarock

## Persönlichkeiten
- Gabriele Maria Allegra (1907–1976), Ordensgeistlicher und Bibelwissenschafter, Seliger der römisch-katholischen Kirche